# پیت دوهرتی
پیت دوهرتی (به انگلیسی: Pete Doherty) (زادهٔ ۱۲ مارس ۱۹۷۹)، خواننده، ترانه‌سرا و نویسنده بریتانیایی می‌باشد که بیشتر به‌خاطر کار در گروه د لیبرتینز شناخته شده است.
اعتیاد او به مواد مخدر و رابطه عاشقانه اش با کیت ماس او را تبدیل به یک چهره خبرساز در رسانه‌های بریتانیا کرده است.

## اوایل زندگی
پیت دوهرتی در یک خانواده کاتولیک بزرگ شد. پدرش در ارتش بریتانیا کار می کرد و مادرش یک پرستار بود.
او کارنامه درخشانی در دوران تحصیل خود به دست آورد اما با این وجود بعد از فارغ التحصیل شدن به شغل قبرکنی روی آورد؛ گرچه اکثر زمان خود را در حین قبر کنی صرف ترانه سرایی که یکی از مهمترین علایقش بود، می کرد.

## زندگی شخصی
پیت دوهرتی مدتی طولانی با سوپر مدل مشهور، کیت ماس رابطه عاشقانه داشت. در آوریل ۲۰۰۷ دوهرتی در یکی از کنسرتهای خود در لندن، نامزدی خود را با ماس اعلام کرد و ماس نیز این خبر را تایید کرد. دوهرتی قصد داشت تا تابستان ۲۰۰۷ با ماس ازدواج کند؛ اما در ژولای ۲۰۰۷ رابطه آنها قطع شد. 
او یک فرزند پسر از دوست دختر سابق خود، لیزا موریش، دارد. 

## اعتیاد به مواد مخدر
دوهرتی چندین سال است که به مواد مخدر اعتیاد شدیدی دارد و چند بار هم به این دلیل به زندان افتاد. او برای به دست آوردن پول مواد دست به دزدی و تن‌فروشی زده است.

## آلبوم‌ها
- Grace/Wastelands 2009